# Орля (гміна)
Гміна Орля (пол. Gmina Orla) — сільська гміна у східній Польщі. Належить до Більського повіту Підляського воєводства. Адміністративний центр — село Орля.
Станом на 31 грудня 2011 у гміні проживало 3055 осіб.

## Територія
Згідно з даними за 2007 рік площа гміни становила 159.68 км², у тому числі:
- орні землі: 80.00 %
- ліси: 12.00 %

Таким чином, площа гміни становить 11.53 % площі повіту.

## Населення
Станом на 31 грудня 2011:
| Опис     | Загалом | Загалом | Чоловіки | Чоловіки | Жінки | Жінки |
| -------- | ------- | ------- | -------- | -------- | ----- | ----- |
| одиниця  | осіб    | %       | осіб     | %        | осіб  | %     |
| все      | 3055    | 100     | 1468     | 48.05    | 1587  | 51.95 |
| міське   | 0       | 100     | 0        |          | 0     |       |
| сільське | 3055    | 100     | 1468     | 48.05    | 1587  | 51.95 |

## Сусідні гміни
Гміна Орля межує з такими гмінами: Більськ-Підляський, Ботьки, Дубичі Церковні, Кліщелі, Чижі.